# Библиотека „Илијас еф. Махмуљин” у Козарцу
Библиотека „Илијас еф. Махмуљин“ у Козарцу представља културну установу на простору града Приједора у мјесту Козарцу као значајн фактор у култури и образовању бошњака на овим просторима. Библиотека се налази у улици Раде Кандића б.б. Ова библиотека која у свом саставу посједује и малу читаоница је млада јер је основана 2014. године.

## Историјат
Библиотека је основана половином 2014. године уз помоћ мјесне заједнице, тј. града Приједор и представника бошњака на овим просторима. Посједује и малу читаоницу.
Циљ оснивања ове библиотеке је првенствено ширење знања и културе прије свега на подручју града. Поред тога циљ оснивања је ширење омладинских и приградских дружења, промоције књига, интеракција свих мјесних заједница без обзира на припадност, и да, у ширем смислу буде од користи првенствено младима, али и свим осталим становницима Козарца и Приједора и околине.
Секундарни циљ ове библиотеке био је и да скупи довољан број наслова, а који износи 5.000 да би испунили законске услове за финансирање из буџета Републике Српске. Књиге су углавном набављали путем разних акција прикупљања књига. Акцији су се приључили како средње школе и друге библиотеке, тако и низ уздружења који су помогли да се овај циљ и оствари. Одмах по оснивању библиотеке акцији прикупљања наслова прикључила се Медицинаска школа из Бихаћа у сарадњи са удружењем "Оптимист2004" из Козарца који се у свом раду залаже са развој и социјални програм за младе нараштаје. Акцији су се такође прикључили и опшина Стари град која је заједно са Првом бошњачком гимназијом и Фондом "Бошњаци" помогла библиотеци у остварењу стицања статуса јавне установе.
Ове године библиотека је прославља 3 године свог постојања. Данас има око 8.000 наслова и ради у статусу јавне установе.